# Hellín (stacja kolejowa)
Hellín (hiszp. Estación de Hellín) – stacja kolejowa w miejscowości Hellín, w prowincji Albacete, we wspólnocie autonomicznej Kastylia-La Mancha, w Hiszpanii.
Jest obsługiwana przez pociągi Media Distancia przewoźnika Renfe.

## Położenie stacji
Znajduje się na Chinchilla – Cartagena w km  347,6 na wysokości 550 m n.p.m..

## Historia
Stacja została otwarta do użytku 18 stycznia 1864 wraz z odcinkiem Hellín-Chinchilla. Za pracę było odpowiedzialne MZA. w 1941 roku, w wyniku nacjonalizacji całej hiszpańskiej sieci kolejowej stała się częścią RENFE.
Od 31 grudnia 2004 Renfe Operadora obsługuje linie kolejowej, podczas gdy Adif jest właścicielem obiektów kolejowych.

## Linie kolejowe
- Chinchilla – Cartagena